# Maling
Ein Maling bezeichnet im seemännischen Soziolekt eine an Schiffen oder Booten angebrachte Bemalung oder Zeichnung. Malings haben zum Beispiel an Überwassereinheiten der Marinen, am Turm eines U-Bootes oder vereinzelt auch auf Handelsschiffen die Funktion von Maskottchen.
Ein Beispiel ist der schnaubende Stier an U 47 von Günther Prien.

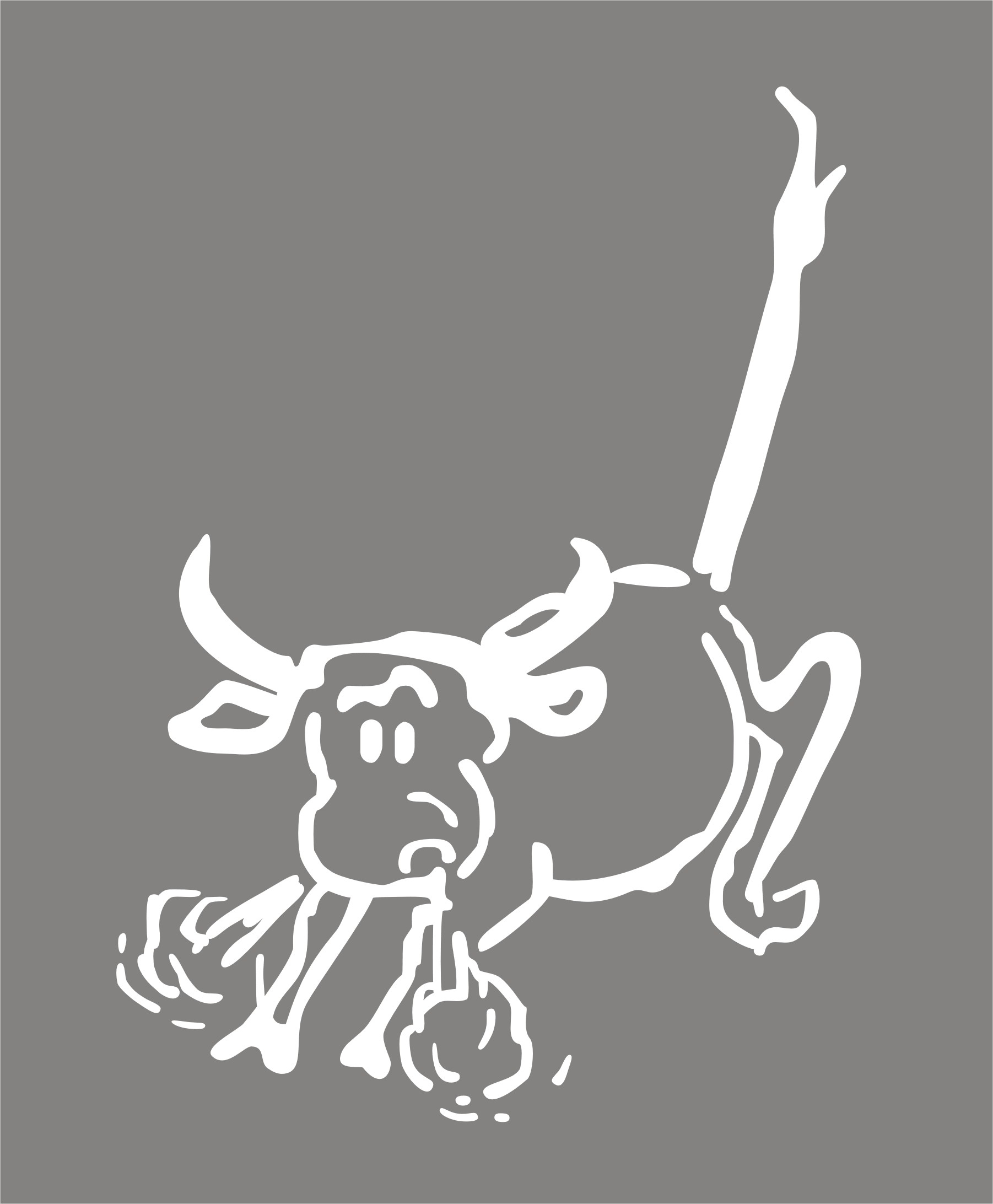
Turm-Maling von U 47
Turm-Maling von U 96
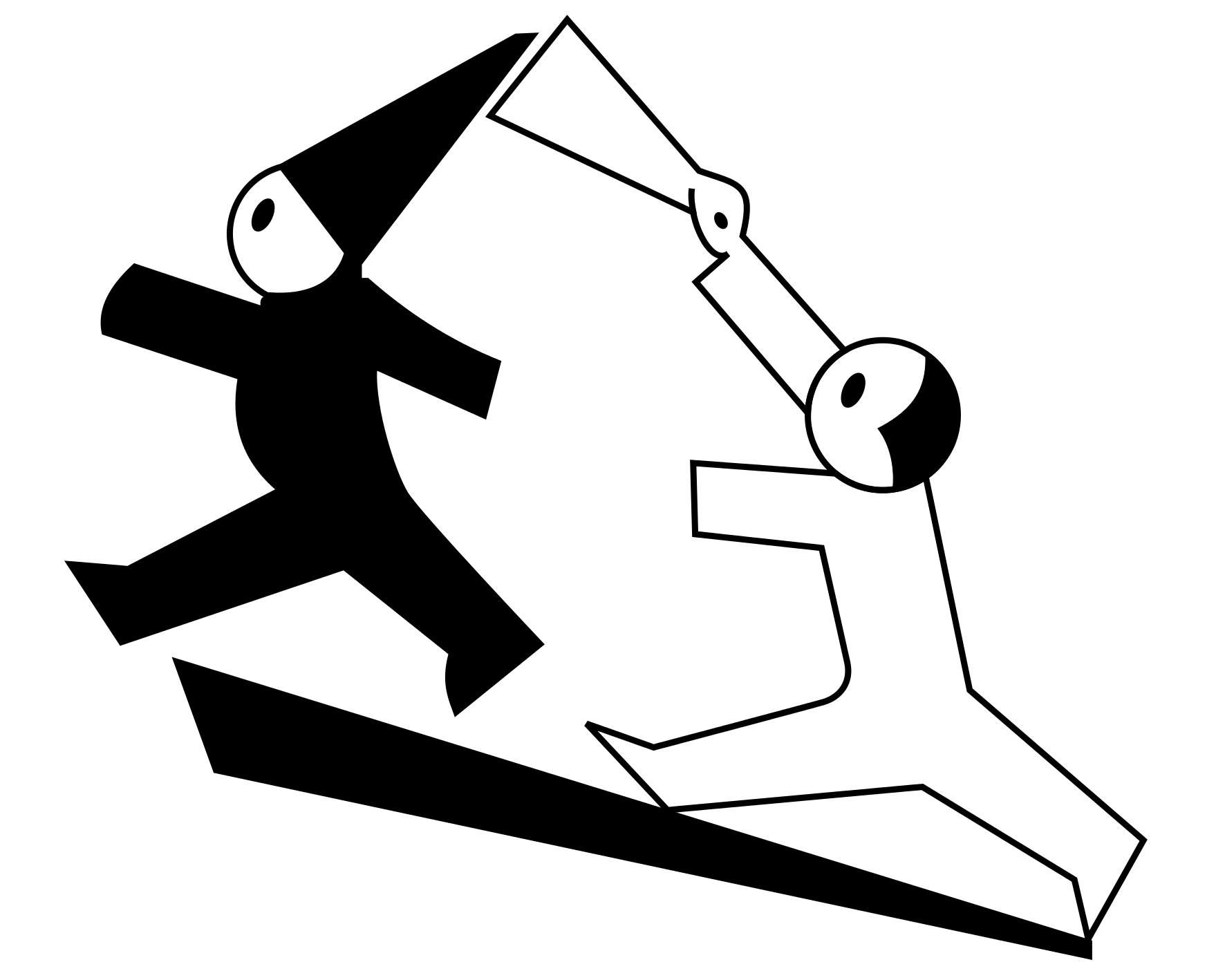
Entwurf (?) (s/w) für Maling Fang den Hut für U 995
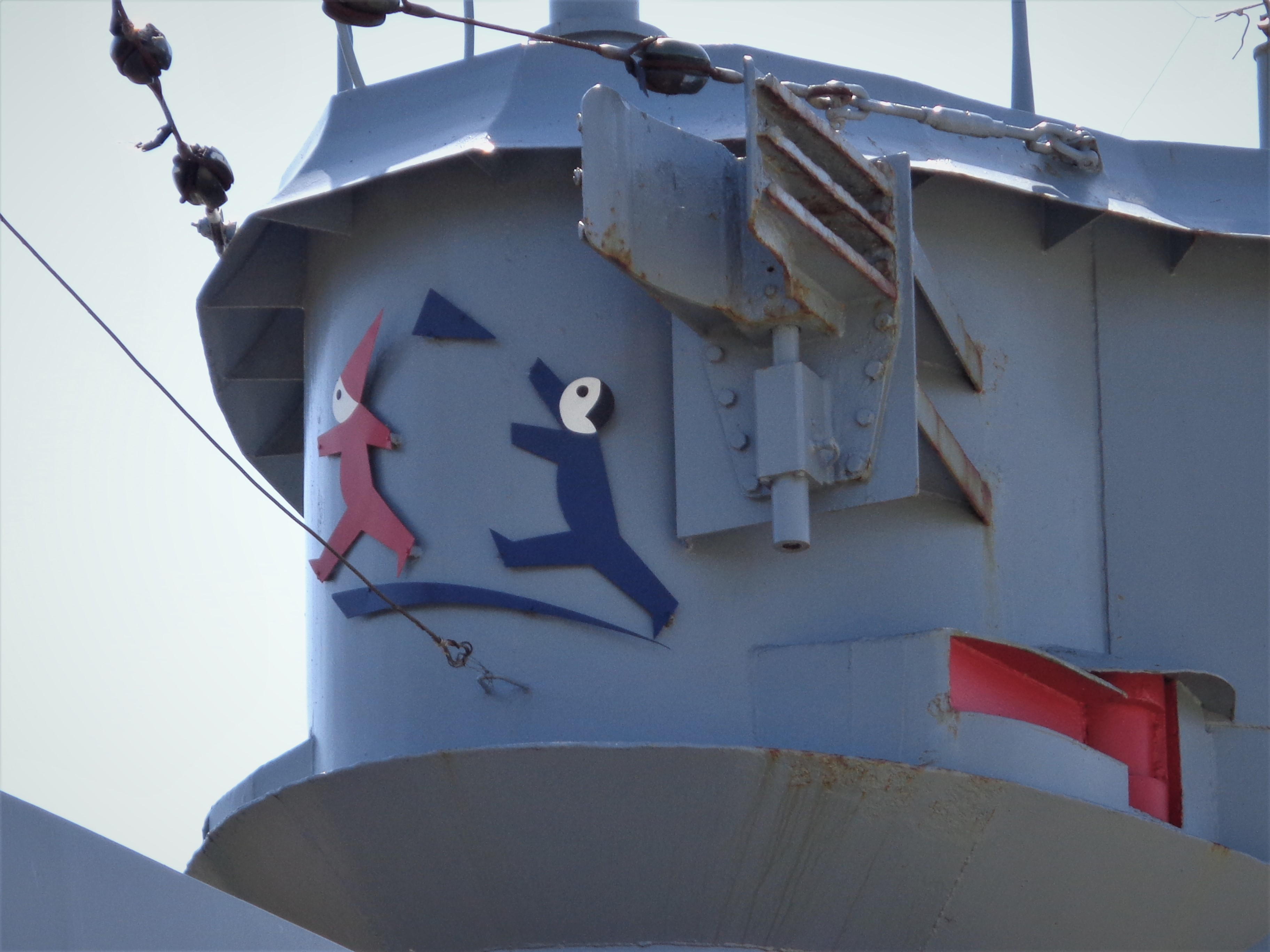
Fang den Hut, farbig am Turm von U 995, vorgesetztes Stahlblech (2020)